# Contea di Okfuskee
La contea di Okfuskee (in inglese Okfuskee County) è una contea dello Stato dell'Oklahoma, negli Stati Uniti. La popolazione al censimento del 2000 era di 11 814 abitanti. Il capoluogo di contea è Okemah.